# Лучшево
Лу́чшево (рос. Лучшево) — село у складі Прокоп'євського округу Кемеровської області, Росія.

## Населення
Населення — 630 осіб (2010; 595 у 2002).
Національний склад (станом на 2002 рік):
- росіяни — 94 %